# S-II-b
S-II-b — чехословацкий средний танк, танк поддержки пехоты. Также был известен как Š-II-b.

## Предыстория производства
В 1934 году в Чехословацкой республике утвердили программу перевооружения армии, согласно которой танки были разделены на четыре категории. Из документа было известно, что категория II относилась к танкам непосредственной поддержки. Дополнительная буква («a» для пехоты, «b» для кавалерии) указывала на более точную спецификацию. В начале 1935 года Военно-Технический Институт утвердил технические требования к танкам поддержки пехоты, хотя уже к тому моменту фирма Škoda имела готовый проект танка поддержки пехоты и параллельно производила танк поддержки кавалерии S-II-a.

## Технические данные

### Ходовая часть
Ходовая часть была аналогична LT vz.35, однако серьёзно отличалась по структуре. Состояла из компонентов:
1. 8 сдвоенных опорных катков размерами 350х94 мм. Катки блокировались попарно в 4 тележки, каждая пара тележек имела индивидуальную подвеску с амортизацией на листовых полуэллиптических рессорах.
2. Натяжной каток между первой тележкой и ведущим колесом.
3. 3 поддерживающих ролика.
4. Передние направляющие колеса.
5. Задние ведущие колеса.
6. Мелкозвенчатая гусеница со стальными траками шириной 370 мм.

### Корпус
Корпус танка был клёпаным и по проекту должен был изготовляться из листов катаной броневой стали толщиной 10, 20 и 25 мм, что повышало защиту танка.

### Двигатель
На танке устанавливался бензиновый 4-тактный 4-цилиндровый двигатель Škoda T-11/0 мощностью 105 л.с., оснащенный системой жидкостного охлаждения и мощным вентилятором. Между боевым отделением и моторным отсеком находилась 4-мм бронеперегородка. Трансмиссия танка включала 4-ступенчатую коробку переключения передач (6 скоростей вперед и 1 назад), карданный вал, фрикционы и пневматическую систему торможения. 

### Экипаж. Приборы наблюдения
Экипаж танка состоял из 4-х человек: водителя, радиста (оба размещались в передней части корпуса в креслах с подлокотниками и кожаными ремнями), командира и наводчика. 
Водитель, сидевший справа, имел возможность обзора в достаточно узком секторе. Сделанный в лобовом листе люк размерами 300х75 мм был оснащен эпископом с бронестеклом толщиной 50 мм. 
Радист находился слева и обслуживал радиостанцию и курсовой пулемет ZB vz.35. Для обзора и прицеливания у него имелась смотровая щель в люке размерами 120х50 мм. 
Командир и наводчик располагались в боевом отделении. Из приборов наблюдения были установлены монокулярный перископ и смотровые приборы в командирской башенке. При необходимости командир мог осмотреть местность через полуоткрытый башенный люк. 
Посадка и высадка экипажа производилась через люк на крыше отделения управления (справа) и люк в командирской башенке. Для покидания танка в аварийной ситуации был предусмотрен люк в полу боевого отделения.

### Башня
Башня танка Š-II-b имела погон диаметром 1310 мм и по конструкции была практически аналогична башне Š-II-a, за исключением незначительных изменений. Вращение башни осуществлялось при помощи маховиков.

### Оружие
В башенном лобовом листе устанавливалась 37-мм пушка Skoda vz.34UV и пехотный пулемет ZB vz.35 (ZB-53) калибра 7,92-мм. Вооружение имело раздельное наведение. Углы вертикальной пушки находились в пределах от -10° до +25°. Боезапас для 37-мм пушки: 82 снаряда. Для пулемёто: 3000 патронов каждый.

### Цвет
Образец окрашивался в стандартный трехцветный камуфляж, состоявший из пятен темно-зеленого, коричневого и желтого цветов.

## Испытания
Первый танк (номер 13637) в целях экономии был изготовлен из неброневой стали и не оснащался вооружением. Армия купила этот полуготовый образец за 887 тысяч крон. В сентябре 1935 года танк отправился на полигон в Миловицы, но испытания начались только в январе 1936 года, которые продолжались до лета.
Испытания в целом были провалены: при массе 10,3 тонны максимальная скорость S-II-b составила всего 26 км/ч, а вооружение и бронирование не удовлетворяли требованиям армии. Избавиться от недостатков так и не удалось, а армия ЧСР отказалась принимать недоработанную машину на вооружение. Также от поставок отказались и зарубежные страны. Единственный образец пехотного танка был передан танковому училищу в Вышковицах, где оставался до марта 1939 года. После оккупации Чехии танк был захвачен немцами и его дальнейшая судьба остается неизвестной.